# Katerînîci, Horodok
Katerînîci (în ucraineană Катериничі) este un sat în comuna Bucealî din raionul Horodok, regiunea Liov, Ucraina.

## Demografie
Componența lingvistică a localității Katerînîci
     Ucraineană (100%)
Conform recensământului din 2001, toată populația localității Katerînîci era vorbitoare de ucraineană (100%).